# Jayme Lawson
Jayme Lawson (* 19. September 1997 in Washington, D.C.) ist eine US-amerikanische Schauspielerin.

## Leben
Jayme Lawson wuchs als jüngstes von sechs Kindern in Maryland auf. Mit der Schauspielerei kam sie erstmals während ihrer Grundschulzeit in Berührung, als ihre Mutter sie für ein lokales Theatercamp anmeldete. Erst in der High School, wo Lawson Werke bekannter afroamerikanischer Dramatiker wie Lorraine Hansberry, George C. Wolfe und August Wilson kennenlernte, sah sie die Schauspielerei als eventuellen Berufsweg und als Möglichkeit für Aktivismus an. Neben Sommer-Theatercamps besuchte sie die Duke Ellington School of the Arts in Washington, D.C. Danach studierte sie Schauspiel an der renommierten Juilliard School in New York, wo sie 2019 ihren Abschluss machte.
Lawson lebt in Brooklyn, New York City.

## Karriere
Im Jahr 2019 nach ihrem Abschluss an der Juilliard School erhielt Lawson die Rolle der „Lady in Red“ in der Off-Broadway-Wiederaufnahme von Ntozake Shanges Theaterstück For Colored Girls Who Have Considered Suicide / When the Rainbow Is Enuf am Joseph Papp Public Theater bzw. der Martinson Hall. Schon nach wenigen Tagen fiel sie Talentsuchern auf und erhielt Filmangebote für zwei große Studioproduktionen. Aufgrund von Terminkonflikten mit ihrem Bühnenengagement trat sie von möglichen Filmrollen zurück, da ihr die Mitwirkung in dem Theaterstück als künstlerisch wertvoller erschien.
Ihr Kinodebüt gab Lawson im Jahr 2020 mit dem Part der Sylvia in dem preisgekrönten Migranten-Drama Farewell Amor. Daraufhin folgte die Nebenrolle der unbefangenen Bürgermeisterkandidatin Bella Reál in dem Actionfilm The Batman (2022) an der Seite von Robert Pattinson und Zoë Kravitz. Ebenfalls im Jahr 2022 übernahm sie die Rolle der jungen Michelle Obama in der Showtime-Fernsehserie The First Lady, während Viola Davis die gealterte Figur spielte. Regisseurin Susanne Bier hatte Lawson den Part ohne ein vorheriges Vorsprechen angeboten. Weitere Kinorollen folgten im selben Jahr mit The Woman King (erneut mit Viola Davis) und Till – Kampf um die Wahrheit. Im letztgenannten Drama ist sie als Bürgerrechtlerin Myrlie Evers zu sehen. Danach war sie in Fernsehproduktionen und in dem Horrorfilm Blood & Sinners (2025) zu sehen.
Als junge afroamerikanische Schauspielerin legt Lawson Wert darauf, Frauenfiguren zu spielen, die eine Entscheidungsrolle in ihrem Leben haben. Ihrer Ansicht nach sei es noch relativ neu, dass junge schwarze Frauen überhaupt eine Art von Entscheidungsmacht in Drehbüchern erhalten.

## Filmografie
- 2020: Farewell Amor
- 2022: The Batman
- 2022: The First Lady (Fernsehserie, 7 Folgen)
- 2022: The Woman King
- 2022: How to Blow Up a Pipeline
- 2022: Till – Kampf um die Wahrheit (Till)
- 2024: The Penguin (Miniserie)
- 2024: Genius (Fernsehserie, 8 Folgen)
- 2025: Blood & Sinners (Sinners)